# Ərməkiqışlaq
Ərməkiqışlaq là một làng đô thị thuộc vùng Quba của Azerbaijan. Có dân số là 430 người.